# Riccardo Montolivo
Riccardo Montolivo (født 18. januar 1985 i Caravaggio, Bergamo) er en italiensk fodboldspiller, der siden sommeren 2012 har spillet for Serie A klubben AC Milan, hvor han kom fra Fiorentina. Montolivo blev udpeget som ny anfører i Fiorentina i 2009-2010 sæsonen, efter daværende anfører Dario Dainelli og viceanfører Martin Jørgensen forlod klubben.

## Landshold
Montolivo blev udtaget til VM slutrunden i 2010, af den nu gamle landstræner Marcelo Lippi. Montolivo fik en meget vigtig rolle for det italienske landshold, ved slutrunden. Da Andrea Pirlo var blevet skadet lige op til turneringen, blev Montolivo sendt i aktion for at udfylde Pirlo hul, så godt som muligt. Montolivo gjorde et godt stykke arbejde, men det italienske landshold fejlede fælt, da mange stjerne var ude med skader. 
Efter slutrunden blev Fiorentinas træner fra sæsonen 2009-2010, Cecare Prandelli, valgt som ny italiensk landstræner. Prandellis' særdeles gode kendskab til Montolivos kvaliteter, kan blive det sidste skub til en fast plads på landsholdet. Montolivo ligner også manden, der skal tage over for Andrea Pirlo, der ikke fortsætter på landsholdet i evigheder. Dermed bliver det højest sandsynligt Montolivo, der sammen med kræfter som Gianluigi Buffon, Giorgio Chiellini, Daniele De Rossi og Giuseppe Rossi, der skal genrejse det italienske landshold, og vigtigst af alt skabe respekt omkring landsholdet igen.